# Thea Leonhard
Thea Leonhard, född 1924, död 1972 i Zürich, var en möbel- och inredningsarkitekt, verksam i Sverige under cirka tjugo år från slutet av 1940-talet.
Leonhard kom med sin mor och två systrar till Sverige efter andra världskriget. Hon började studera vid Konstfack, avdelningen Högre konstindustriella skolan, HKS, år 1947 och utexaminerades 1949. Hon var där elev till Carl-Axel Acking och hade även Lena Larsson och möbelarkitekten Gunnar Eklöf som lärare.

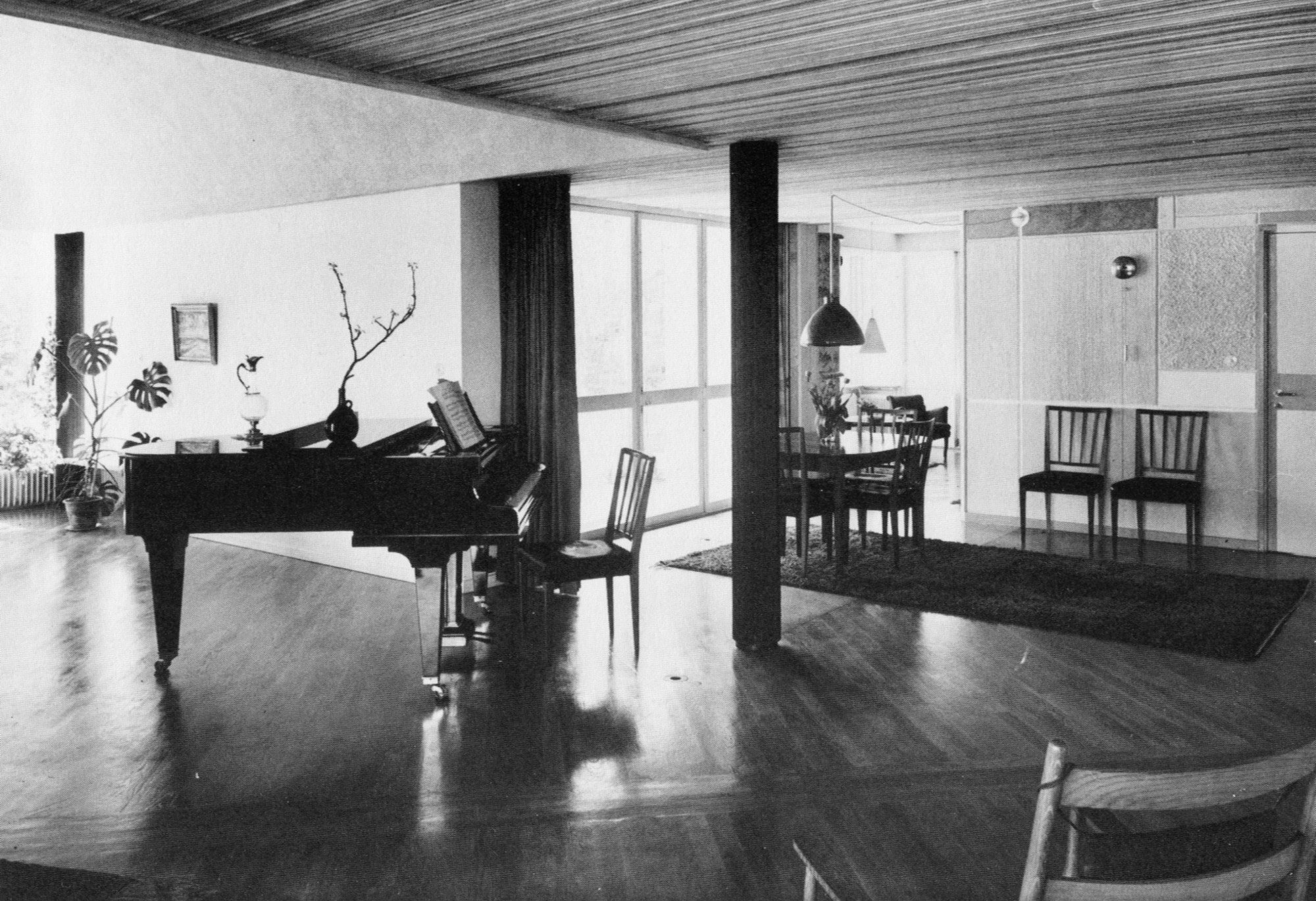
Villa Ranängen, vardagsrummet. Inredning av Thea Leonhard.

Leonhard utförde i början av 1950-talet inredningen till Villa Ranängen i Djursholm, där arkitekterna Léonie och Charles-Edouard Geisendorf ritat byggnaden. Samarbetet med paret Geisendorf fortsatte med inredningen för S:t Görans gymnasium i Stockholm.
Leonhard deltog i  utställningen ”52 möbler 52” i Göteborg (1952) och i utställningen H55 i Helsingborg (1955) – i H55 med sargstolen Flamingo (som Nationalmuseum köpte in). Stolen såldes i ek och bok och var betsad, cellulosalackad eller platslackad och kostade med standardtyg 54 kronor 1961. Flamingo tillverkades av Nässjö Stolfabrik och verkar även ha producerats i en amerikansk version.
År 1954 utförde Leonhard den ännu välbevarade inredningen av en rekreationsgård Renhornet i Edsåsdalen för en grupp småföretagare. Husarkitekt var Birger Jonson.

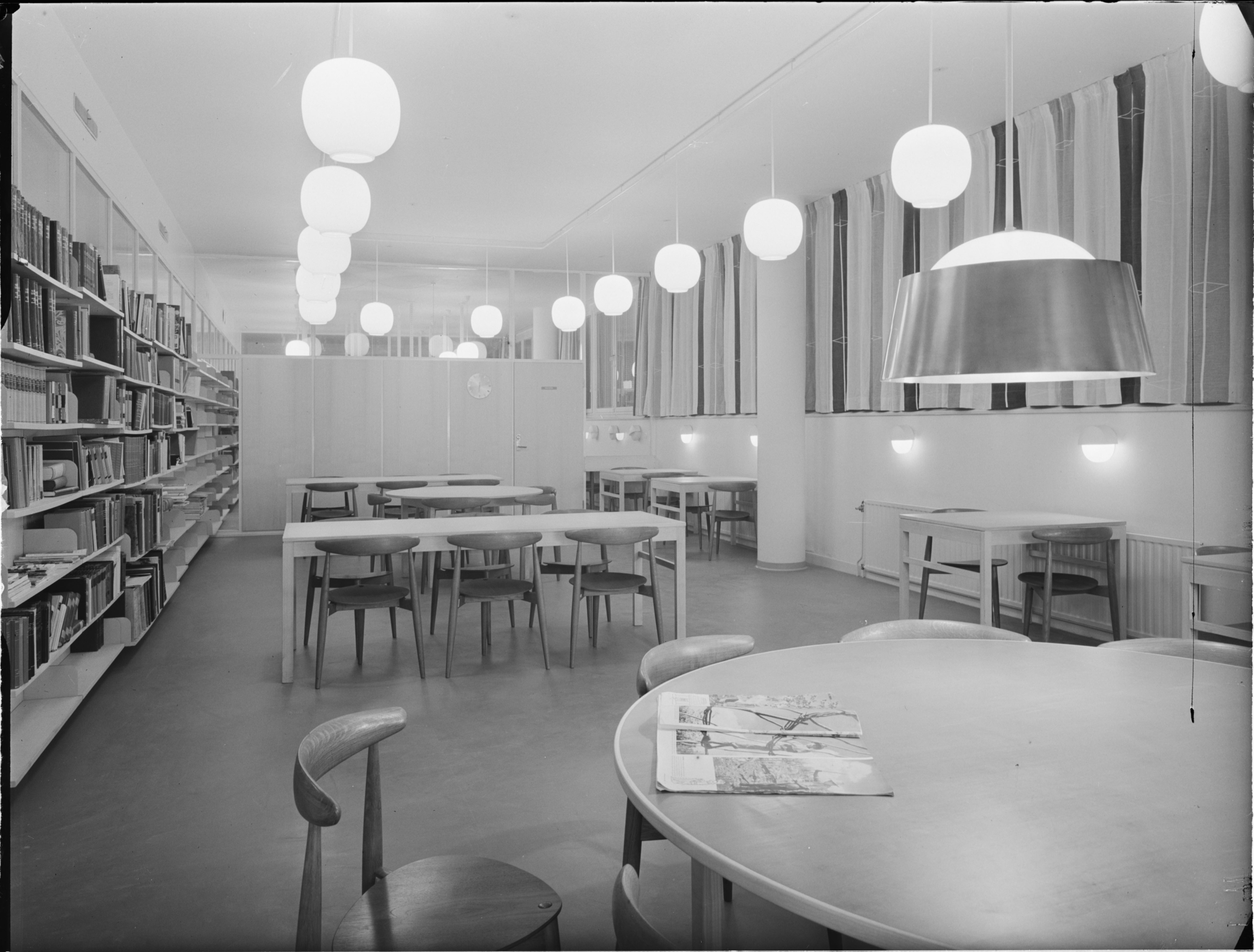
Karlskoga läroverk 1957, inredning av Thea Leonhard.

År 1957 lämnade Acking Konstfack och 34 tidigare elever, däribland Leonhard, ordnade en hyllningsutställning på Nationalmuseum kallad ”Från detalj till helhet: inredningsarkitekter HKS 1947–57”. Samarbetet kring utställningen övergick närmast direkt till den nybildade HI-gruppen där Leonhard var enda kvinnliga medlem.
I början av 1960-talet delade Leonhard kontor med Hans Johansson i Gamla stan, Stockholm. Hon lämnade snart Sverige och bosatte sig i Zürich, Schweiz. Där fortsatte samarbetet med C.E. Geisendorf som var professor vid arkitekturskolan vid tekniska högskolan ETH. Hon mötte emellertid motgångar i denna miljö, bland annat i form av en patentstrid kring inredningen av en ny hörsal vid ETH. Thea Leonhard tog sitt liv 1972.